# Guarea quadrangularis
Guarea quadrangularis är en tvåhjärtbladig växtart som beskrevs av M.E. Morales-puentes. Guarea quadrangularis ingår i släktet Guarea och familjen Meliaceae. Inga underarter finns listade i Catalogue of Life.